# 中英街1號
《中英街1號》（英語：No.1 Chung Ying Street）是一部2018年的香港電影，由趙崇基執導、謝傲霜編劇。電影獲得了2018年大阪亞洲電影節最優秀作品獎，但其拍攝及故事鋪排的手法卻被認為是在「漂白」發生連串炸彈恐怖襲擊的六七暴動。

## 故事
故事主要分為兩部分。
首部分闡述了四名被捲入六七暴動歷史漩渦的年輕人，其命運受到親共產主義左派及英國殖民政府之間爆發的大型暴動所左右。 
第二部分將時間推延至 50 多年後，發生於中港邊界地區沙頭角，在這裏，三位糾結於為香港爭取自由的年輕人，與一位於首部分經歷過六七暴動的老年人相遇，命運亦因而互相交疊影響。2019年故事仍用黑白播放。

## 演員
| 演員   | 角色（1967年） | 角色（2019年） |
| ------ | -------------- | -------------- |
| 游學修 | 蘇振民         | 一航           |
| 廖子妤 | 李麗華         | 李思慧         |
| 盧鎮業 | 郭子豪         | 日朗           |
| 陳健朗 | 永權           | --             |
| 麥詠楠 | 素清           | --             |
| 楊秀卓 | --             | 永權伯         |
| 林漪娸 | 麗華母親       | --             |
| 高翰文 | 振民父親       | --             |
| 彭杏英 | 振民母親       | --             |
| 陳銳強 | 領袖           | --             |
| 潘芳芳 | 振民老師       | --             |

## 外部連結
- 香港影庫上《中英街1號》的資料（繁體中文）